# Garzern (Gemeinde Sankt Georgen am Längsee)

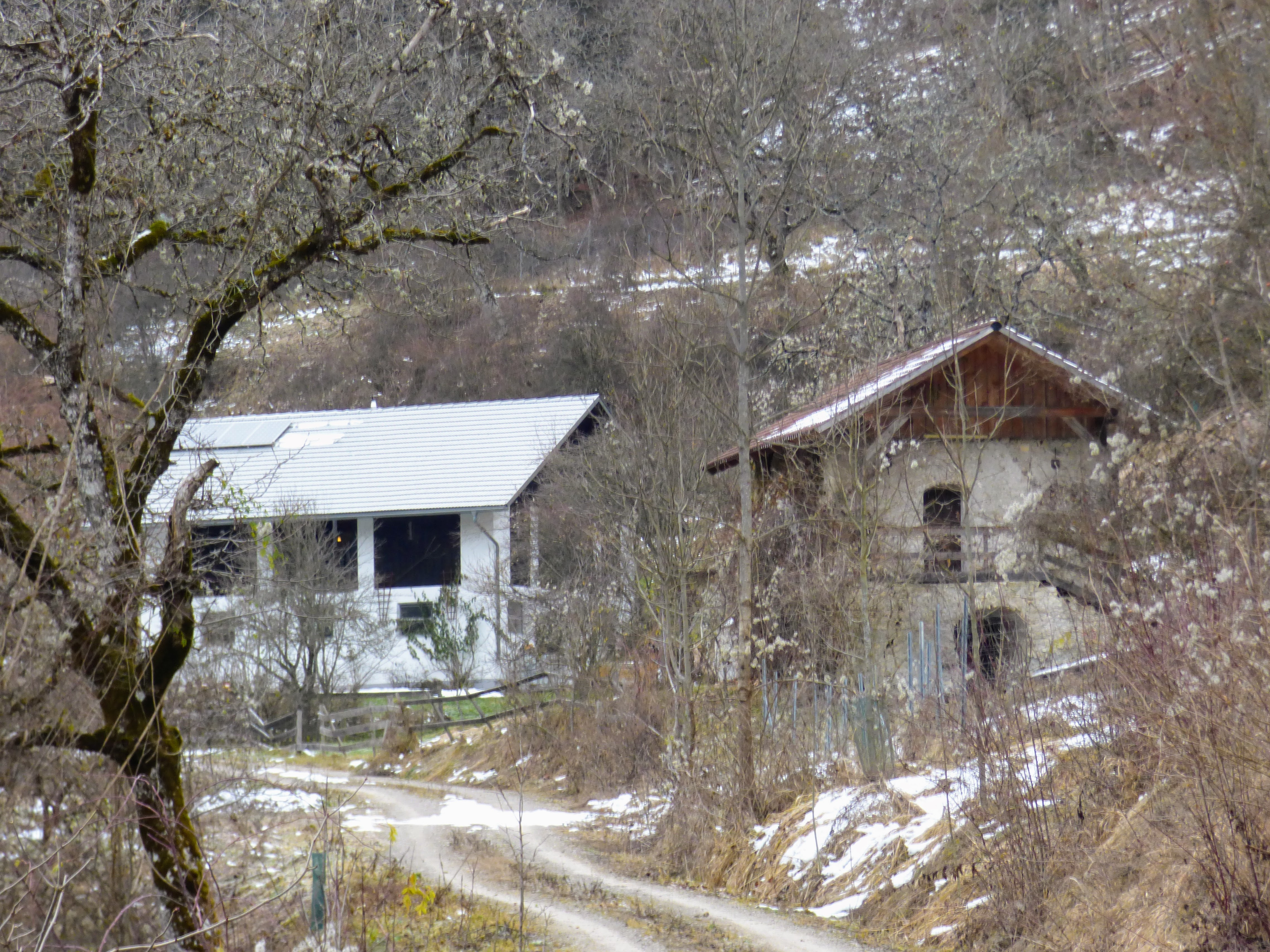
Garzern, Haus Nr. 11

Garzern ist eine Ortschaft in der Gemeinde St. Georgen am Längsee im Bezirk Sankt Veit an der Glan in Kärnten (Österreich). Die Ortschaft hat 1 Einwohner (Stand 1. Jänner 2024). Sie liegt auf dem Gebiet der Katastralgemeinde Gösseling.

## Lage

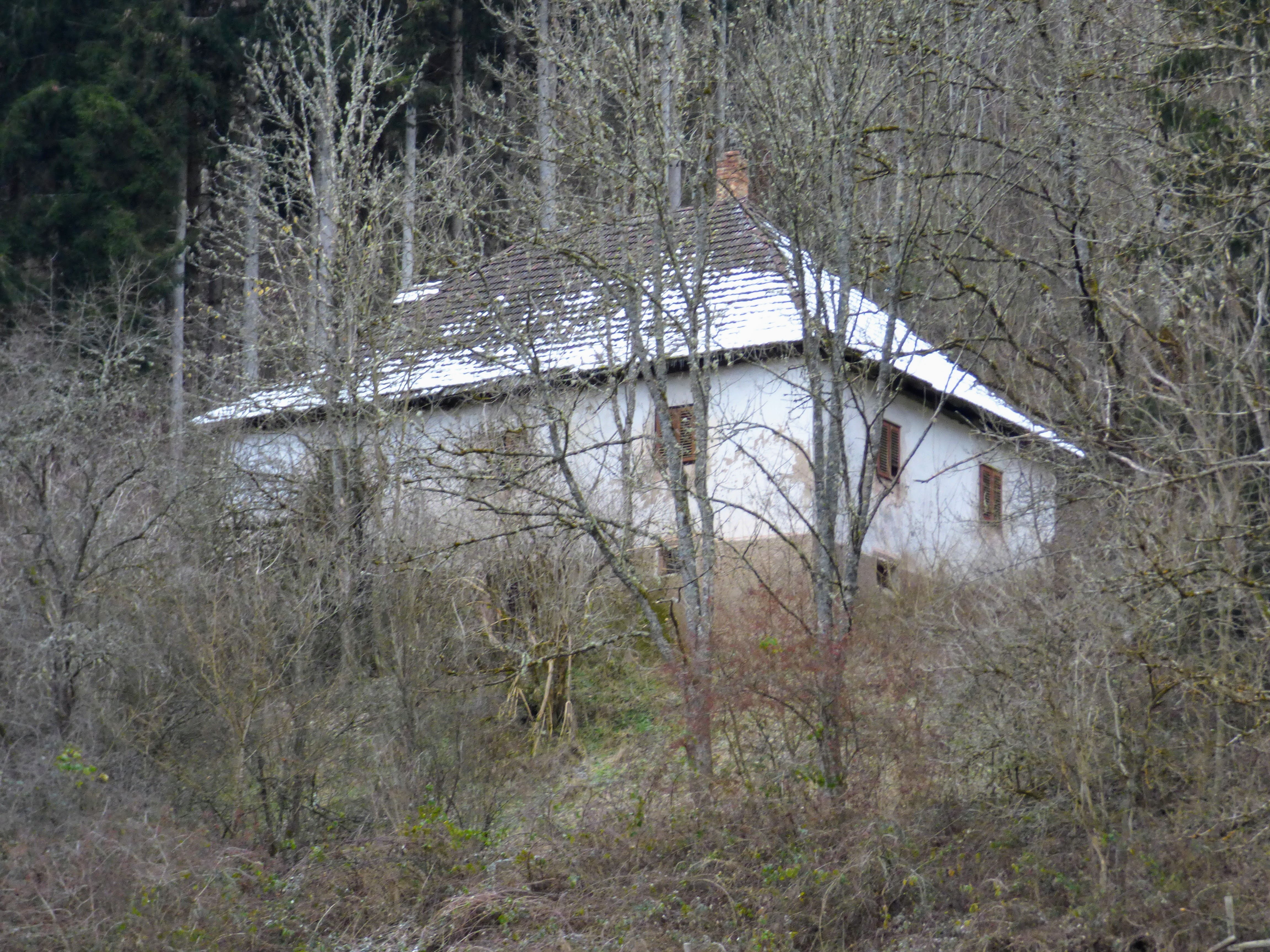
Verfallendes Haus in Garzern

Die Ortschaft liegt abgelegen im Osten der Gemeinde Sankt Georgen am Längsee, östlich des Dorfes Gösseling, im Brückler Bergland. Sie umfasst die Häuser im inneren Teil des Elsgrabens sowie an den Hängen nördlich davon; durch die Land- und Höhenflucht sind die meisten der noch im 19. Jahrhundert bestehenden Höfe mittlerweile unbewohnt oder gänzlich abgekommen.

## Geschichte
Auf dem Gebiet der Steuergemeinde Gösseling liegend, gehörte der Ort in der ersten Hälfte des 19. Jahrhunderts zum Steuerbezirk Osterwitz. Seit Gründung der Ortsgemeinden im Zuge der Reformen nach der Revolution 1848/49 gehört die Ortschaft zur Gemeinde Sankt Georgen am Längsee.

## Bevölkerungsentwicklung
Für die Ortschaft zählte man folgende Einwohnerzahlen:
- 1869: 7 Häuser, 50 Einwohner[2]
- 1880: 11 Häuser, 60 Einwohner[3]
- 1890: 7 Häuser, 45 Einwohner[4]
- 1900: 6 Häuser, 22 Einwohner[5]
- 1910: 4 Häuser, 0 Einwohner[6]
- 1923: 4 Häuser, 15 Einwohner[7]
- 1934: 22 Einwohner[8]
- 1961: 5 Häuser, 29 Einwohner[9]
- 2001: 2 Gebäude (davon 1 mit Hauptwohnsitz) mit 2 Wohnungen; 1 Einwohner und 0 Nebenwohnsitzfälle; 1 Haushalt; 0 Arbeitsstätten, 1 land- und forstwirtschaftlicher Betrieb[10]
- 2011: 2 Gebäude, 2 Einwohner, 1 Haushalt, 0 Arbeitsstätten[11]
- 2021: 1 Gebäude, 2 Einwohner, 1 Haushalt, 0 Arbeitsstätten[12]

## Ortschaftsbestandteile
Im Bereich der Ortschaft wurden die Ortschaftsbestandteile Garzern und Elsgraben geführt.

### Ortschaftsbestandteil Elsgraben
- 1890: 2 Häuser, 18 Einwohner[4]
- 1900: 1 Haus, 6 Einwohner[5]
- 1910: 1 Haus, 0 Einwohner[6]
- 1923: 2 Häuser, 1 Einwohner[7]
- 1961: 1 Haus, 5 Einwohner[9]

### Ortschaftsbestandteil Garzern
- 1890: 5 Häuser, 27 Einwohner[4]
- 1900: 5 Häuser, 16 Einwohner[5]
- 1910: 3 Häuser, 0 Einwohner[6]
- 1923: 3 Häuser, 13 Einwohner[7]
- 1961: 4 Häuser, 24 Einwohner[9]